# Деян Берич
Деян Берич (серб. Dejan Berić, серб. кир.: Дејан Берић; нар. 25 вересня 1974, Путінці), позивний «Декі» — сербський проросійський найманець, бойовик проросійських незаконних воєнізованих формувань, активіст сербського четницького руху, снайпер. Терорист.

## Життєпис
Як професійний снайпер під час війни в Югославії на початку 1990-х служив у регулярній армії Мілошевича, але про його участь у бойових діях нічого не відомо. Опісля мав бізнес із виробництва пластикових вікон, але збанкрутував, накопичивши великі борги, позвільняв робітників і раптово покинув село, залишивши дружину та сина, які живуть із пенсії його матері. Його батько помер кількома роками раніше в Росії, де працював на будівництві. Тікаючи від боргів, Деян опинився у Росії, де подався на заробітки на будівництво Олімпійського селища до Олімпійських ігор 2014 року. Відразу після їх завершення Росія розпочала гібридну окупацію Кримського півострова, і Берич, очевидно, вже завербований російськими спецслужбами, поїхав у Крим на інші «заробітки», цього разу — смертоносні. Наприкінці лютого 2014 року став одним із дванадцятьох бійців т. зв. розвідувальної групи «самооборони Севастополя» «Північний вітер», яку очолював Олександр Франчетті. По закінченні «кримської» фази російської агресії проти України відряджений укупі з іншими найманцями на Донбас, де почалася його «служба» в одному з російських окупаційних корпусів — так званій «армії ДНР». Воюючи на боці бойовиків «ДНР», провів у зоні АТО кілька ротацій: в Авдіївській промзоні, на Маріупольському напрямку, в донецькому аеропорту тощо. Був диверсантом-снайпером із 1-ї «інтербригади Південного Сходу». Дослужився до «капітана» та одержав «паспорт громадянина ДНР». 
За свідченням сайту «Миротворець», Берич входить у бандформування «ДНР» із квітня 2014, числився у підрозділі «Північний вітер» 1-ї бригади батальйону «Юго-Восток», був командиром розвідувальної роти окремого батальйону спецпризначення 5-ї окремої мотострілецької бригади МО ДНР. Причетний до вбивств мирних жителів Донецька. За його власними словами, на Донбасі керував групою снайперів.
Затриманий у липні 2014 року на дорозі між Луганськом та українсько-російським кордоном, але його викупили. Перебував у полоні у батальйона «Айдар», обміняний. 
У січні 2017 року перебував у Москві, де лікувався після тяжкого поранення, яке дістав у бою із ЗСУ 2016 року: куля пройшла крізь грудну клітку, зачепивши хребет. 8 серпня 2017 дістав наскрізне вогнепальне кульове поранення лівої гомілки. Звертався до травмпункту т. зв. «республіканського травматологічного центру». У грудні 2017 приїхав на Донбас на чолі групи снайперів. За повідомленнями ЗМІ «ДНР», у березні 2018 року під Донецьком під час снайперської дуелі його поранив український снайпер.
Агентство безпеки і розвідки Сербії включило Берича до списку військових найманців і вважає його загрозою національній безпеці Сербії, а відповідно до сербських законів, він може отримати багаторічне ув'язнення, якщо повернеться на батьківщину або якщо буде заарештованим із подальшою екстрадицією в Сербію.
Берич з'являвся в проросійських ЗМІ, запрошуючи молодь приєднуватися до нього. Після припинення вогню на Донбасі Берич тримався подалі від лінії розмежування і чимраз частіше з'являвся в російських ЗМІ, включаючи мейнстримні. Зазвичай його представляють російській публіці як героя і найвизначнішого бійця. Найчастіше він коментує ситуацію на сході України та в Косові, називаючи ОБСЄ і Червоний Хрест «шпигунами», а НАТО — «терористичною організацією». Був присутній на прес-конференції речниці МЗС Росії Марії Захарової у Москві, ставив їй запитання про конфлікт на Сході України та позицію Росії щодо Косова.
У березні 2021 року оголосив, що повертається на передову через посилення напруженості між Україною та «ДНР».
Має низку нагород як від т. зв. «ДНР», так і від Міністерства оборони Російської Федерації, зокрема, російську медаль «За повернення Криму». Нагороджувався за вбивства українських снайперів і збиття безпілотників противника.
Під впливом свого воєнного досвіду написав книжку «Коли говорять мертві», а американська режисерка російського походження Оля Шехтер зняла про нього документальний фільм «Війна снайпера» (англ. A Sniper's War).